# المقعاري (شرس)

تعديل مصدري - تعديل

المقعاري هي إحدى قرى عزلة شرس الاسفل بمديرية شرس التابعة لمحافظة حجة، بلغ تعداد سكانها 249 نسمة حسب تعداد اليمن لعام 2004.